# Tristan Wilds
Tristan Paul Mack Wilds (15 de julio de 1989) es un actor estadounidense conocido por su imagen de Michael Lee en la serie original de HBO The Wire, así como Dixon Wilson, en la serie 90210, spin off de Beverly Hills, 90210.

## Primeros años
Wild estudió en el Michael J. Petrides School en Staten Island, Nueva York. Su madre es dominicana y su padre es afroamericano. Tristan empezó a actuar a la edad de siete años.

## Carrera
Actuó como Dixon Wilson en la serie de CW Network, 90210. "Me ofrecen un montón el papeles de personajes negros, porque al parecer no me veo suficientemente latino", le dijo al NY Daily News en 2008. Tristan participó en el rodaje de la película La vida secreta de las abejas de 2008 junto a Dakota Fanning. En 2015, participó en el vídeo de la canción Hello De la cantante Adele rompiendo el récord Vevo con 27.7 millones de visitas.

## Filmografía
Cine
| Año  | Título                  | Rol                          |
| ---- | ----------------------- | ---------------------------- |
| 2006 | Half Nelson             | Jamal                        |
| 2008 | The Secret Life of Bees | Zach Taylor                  |
| 2012 | Red Tails               | 2nd Lt. Ray "Ray Gun" Gannon |

Televisión
| Año       | Título                                           | Rol                 | Notas                  |
| --------- | ------------------------------------------------ | ------------------- | ---------------------- |
| 2005      | Miracle's Boys                                   | A. J.               | Miniserie, 3 episodios |
| 2006-2008 | The Wire                                         | Michael Lee         | 22 episodios           |
| 2007      | Cold Case                                        | Skill               | Episodio: "8:03 AM"    |
| 2008      | Law & Order                                      | Will Manning        | Episodio: "Driven"     |
| 2008-2013 | 90210                                            | Dixon Wilson        | 111 episodios          |
| 2016      | The Breaks                                       | DeeVee              | Película de TV         |
| 2016      | Dinner with Family with Brett Gelman and Friends | Él mismo            | Especial de televisión |
| 2016      | Shots Fired                                      | Oficial Joshua Beck |                        |

Vídeos musicales
| Año  | Título                            | Artista | Director     |
| ---- | --------------------------------- | ------- | ------------ |
| 2009 | "Roc Boys (And the Winner Is)..." | Jay-Z   | The Hitmen   |
| 2015 | "Hello"                           | Adele   | Xavier Dolan |